# Takayuki Funayama
Takayuki Funayama (船山 貴之 Funayama Takayuki?, nacido el 6 de mayo de 1987 en Narita, Chiba) es un futbolista japonés que se desempeña como delantero.

## Trayectoria

### Clubes
| Club                | País  | Año         |
| ------------------- | ----- | ----------- |
| Tochigi SC          | Japón | 2010 - 2011 |
| Matsumoto Yamaga FC | Japón | 2011 - 2014 |
| Kawasaki Frontale   | Japón | 2015        |
| JEF United Chiba    | Japón | 2016 -      |

## Estadística de carrera

### J. League
| Club                | Año   | J. League | J. League | Copa J. League | Copa J. League | Total | Total |
| Club                | Año   | Part.     | Goles     | Part.          | Goles          | Part. | Goles |
| ------------------- | ----- | --------- | --------- | -------------- | -------------- | ----- | ----- |
| Tochigi SC          | 2010  | 12        | 0         | -              | -              | 12    | 0     |
| Tochigi SC          | 2011  | 3         | 0         | -              | -              | 3     | 0     |
| Matsumoto Yamaga FC | 2012  | 40        | 12        | -              | -              | 40    | 12    |
| Matsumoto Yamaga FC | 2013  | 41        | 11        | -              | -              | 41    | 11    |
| Matsumoto Yamaga FC | 2014  | 42        | 19        | -              | -              | 42    | 19    |
| Kawasaki Frontale   | 2015  | 21        | 0         | 6              | 0              | 27    | 0     |
| JEF United Chiba    | 2016  | 42        | 5         | -              | -              | 42    | 5     |
| JEF United Chiba    | 2017  | 38        | 7         | -              | -              | 38    | 7     |
| Total               | Total | 239       | 54        | 6              | 0              | 245   | 54    |